# 波列斯克
54°52′N 21°06′E / 54.867°N 21.100°E
波列斯克 （俄语：Поле́сск、德語： 拉比奥）是俄羅斯加里寧格勒州中部的一個城市，位於加里寧格勒灣以南。2002年人口7,681人。
1656年納入普魯士公國版圖，1945年前屬德國，原稱Labiau。